# Carlos Mendes
Carlos Mendes (Mineola, Nueva York, 25 de diciembre de 1980) es un exfutbolista que desempeñó como defensa central y entrenador de fútbol estadounidense. Se desempeña como entrenador en jefe del New York Cosmos. Posee la nacionalidad estadounidense y portuguesa, por linaje.

## Primeros años
Mendes creció en Mineola, Nueva York y asistió a The Wheatley School. Fue votado como All-American de secundaria en su último año. Además de ser un homenajeado para todo el estado y toda la región, fue votado dos veces por todo el condado (Nassau). Como estudiante atleta en la Old Dominion University Mendes fue seleccionado en tres ocasiones por el Primer Equipo All CAA (Colonial Athletic Association) en 1999, 2000 y 2001. Mendes fue el Novato del Año de la CAA en 1998, y una selección de todas las regiones de la NSCAA United Soccer Coaches Association en dos ocasiones.

## Carrera
Mendes comenzó su carrera con los Long Island Rough Riders de la  USL Pro Soccer League en 2002. Mientras jugaba para ellos, se convirtió en defensor. Después de jugar para los Rough Riders en 2002 y ganar el título de la PDL mientras anotaba el empate en el juego de campeonato contra los Wilmington Hammerheads en Carolina del Norte, Mendes ascendió una división para jugar para Rochester Rhinos, donde se convirtió en un titular constante para las próximas dos temporadas.
Mendes firmó con MetroStars antes del comienzo de la temporada 2005, y se convirtió en el titular de la defensa central, ocupando el puesto que ocupaba anteriormente Eddie Pope. Durante la campaña de la MLS 2006, Mendes inició todos los partidos de la temporada menos uno, que se debió a la acumulación de puntos de precaución. Por sus esfuerzos, fue elegido Defensor del Año del equipo por miembros de los medios de comunicación del fútbol.
Mendes continuó su juego sólido anclando la línea de fondo de los clubes durante la primera parte de la temporada 2007 con New York Red Bulls. Sin embargo, cayó en desgracia con el entrenador Bruce Arena y estuvo dentro y fuera de la alineación durante la última parte de la temporada. Concluyó la campaña apareciendo en 23 partidos (19 como titular), sus totales más bajos desde que se unió al club. Para la temporada 2008, Mendes se convirtió en un centrocampista defensivo y apareció en 17 partidos de temporada regular. Regresó a la defensa central en los Playoffs de la MLS comenzando con la victoria 1-0 del club sobre el Real Salt Lake, ayudando al club a alcanzar su primera final de la Copa MLS. 2009 fue una temporada plagada de lesiones para Mendes, ya que estuvo limitado a 12 apariciones en la liga. Mendes comenzó la temporada 2010 recuperándose de sus problemas de lesiones, una vez que estuvo completamente en forma reemplazó a Mike Petke como la primera pareja de defensa central de Hans Backe con el jugador de primer año Tim Ream. El 21 de octubre de 2010, Mendes ayudó a Red Bulls a registrar su 13.ª hoja limpia de la temporada en una Victoria por 2-0 sobre el New England Revolution que aseguró el título de la temporada regular  Conferencia Este.
El 26 de marzo de 2011, Mendes se convirtió en el sexto jugador de Nueva York en alcanzar los 10,000 minutos de MLS jugados para el club. Al final de la temporada, se había movido al segundo lugar en la lista de franquicias de todos los tiempos en juegos jugados, juegos comenzados y minutos jugados.
El 30 de noviembre de 2011, los Red Bulls rechazaron la opción de 2012 en el contrato de Mendes, haciéndolo elegible para el Draft de reentrada de la MLS 2011. El 5 de diciembre de 2011, Mendes fue seleccionado por Columbus Crew en la etapa 1 del Draft de reentrada de la MLS. The Crew inmediatamente tomó su opción.
El 11 de diciembre de 2012, Mendes firmó para jugar para el  Cosmos de Nueva York en el año inaugural del equipo en la NASL, convirtiéndose en el primer jugador profesional fichado por el club. En su primer año con el equipo fue nombrado capitán del equipo, jugó y fue titular en 14 partidos y también ayudó al club a ganar en el  NASL Fall Championship y el Soccer Bowl. Mendes ancló una línea defensiva que permitió solo 12 goles en la temporada, el total más bajo en la temporada de otoño de NASL 2013 y sus contribuciones le valieron un lugar en el Equipo de la Semana de NASL tres veces durante la temporada.
El 13 de abril de 2014, Mendes anotó los dos primeros goles de su carrera profesional en una victoria por 4-0 sobre los Silverbacks de Atlanta, lo que le valió los honores de Jugador de la Semana de la NASL. Durante la temporada de primavera de NASL 2014, Mendes lideró una defensa que permitió un mínimo de tres goles de NASL y estableció la racha de blanqueadas de NASL de hoy en día, pasando 372 minutos sin conceder un gol.
Mendes terminó la temporada 2014 con dos goles y una asistencia en 25 aperturas y 25 apariciones. Fue nombrado al Equipo de la Semana de NASL cinco veces y fue uno de los dos jugadores de Cosmos reconocidos en el NASL Best XI al final de la temporada.
En 2015, Mendes comenzó 28 de los 30 partidos de la temporada regular de NASL, registrando 2,498 minutos, lo suficientemente alto como para ser el segundo más en el Cosmos. En el Día de la Madre (10 de mayo) contra el FC Edmonton, Mendes anotó dos goles en la victoria del Cosmos por 4-2. Mendes fue nombrado al Mejor XI de 2015 de NASL.
Mendes fue incluido en la clase inaugural del Salón de la Fama de la Long Island Soccer Football League el 22 de noviembre de 2015.

## Fútbol Profesional
En el 2002 fichó por Long Island Rough Riders. Tras una temporada en Long Island ficha por el Rochester Raging Rhinos, donde se convierte en titular en el club de USL First Division. Tras su exitoso paso por Rochester, los MetroStars de Major League Soccer contratan a Mendes. En su tiempo en Nueva York, Mendes se convierte en un jugador valioso que puede jugar varios puestos en la defensa y también como medio de contención.

## Estadísticas
| Liga                | Partidos | Goles |
| ------------------- | -------- | ----- |
| USL First Division  | 37       | 1     |
| Major League Soccer | 146      | 0     |